# Hieracium arpadianum
Hieracium arpadianum es una especie de planta con flor del género Hieracium, de la familia Asteraceae, orden Asterales.

## Distribución
Hieracium arpadianum se distribuye por Grecia, Italia y Yugoslavia.

## Taxonomía
Fue descrita científicamente por Zahn. Fue publicada en H.G.L.Reichenbach, Icon. Fl. Germ. Helv. 19(2): 132 (1906).